# Miercurea Nirajului

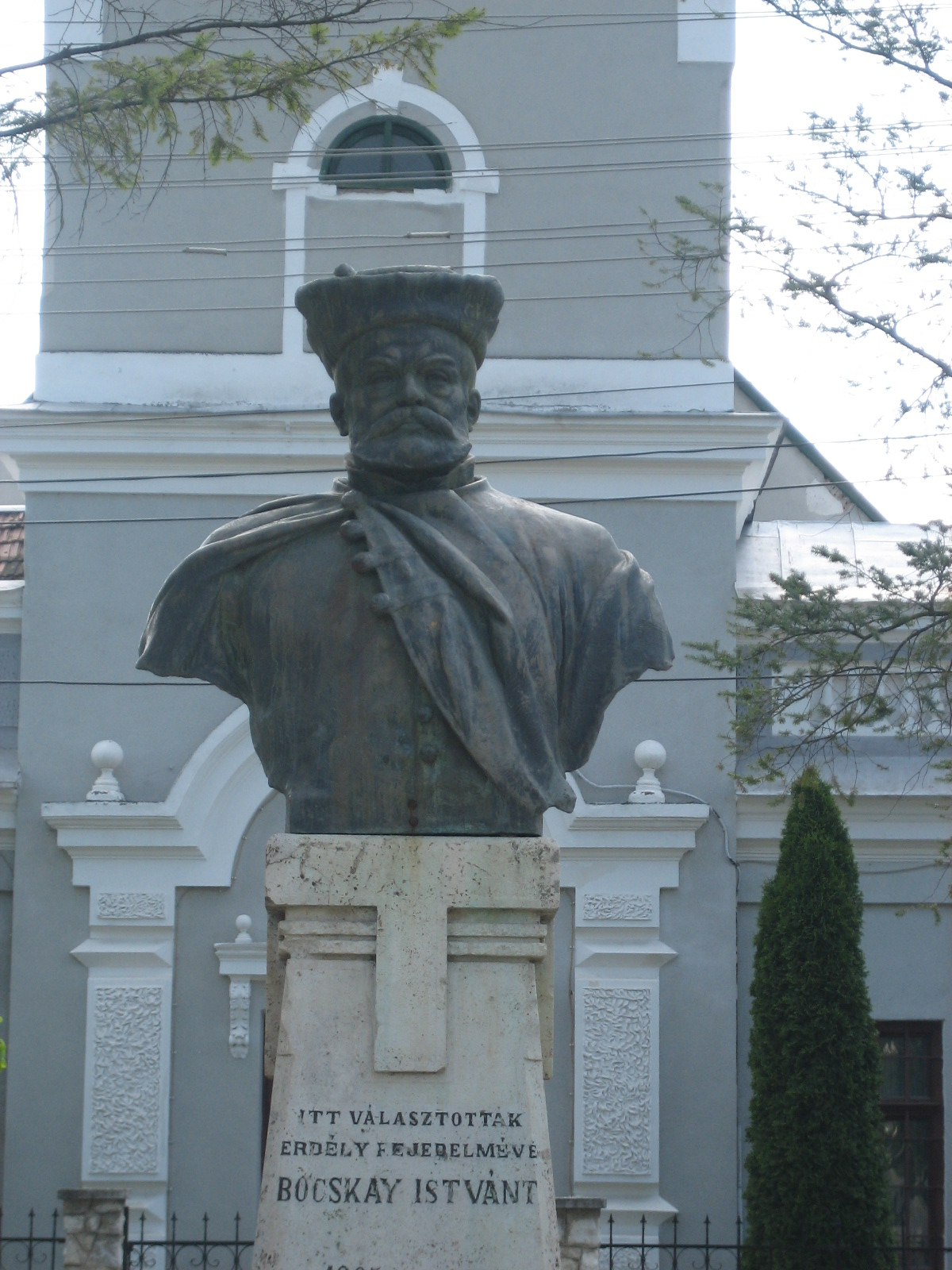
Büste von Stefan Bocskai

Miercurea Nirajului (deutsch Sereda, ungarisch Nyárádszereda) ist eine Kleinstadt im Kreis Mureș in Rumänien.

## Lage
Miercurea Nirajului liegt etwa in der Mitte Siebenbürgens am Fluss Niraj. Die Kreishauptstadt Târgu Mureș befindet sich etwa 20 km westlich.

## Geschichte
Archäologische Grabungen belegen eine Besiedlung der Region seit dem Neolithikum; es wurden Steinäxte aus der Zeit zwischen 2000 und 1700 v. Chr., im eingemeindeten Ort Lăureni Münzen aus der Zeit des byzantinischen Kaisers Justinian I. gefunden.
Die erste urkundliche Erwähnung erfolgte 1493 unter der Bezeichnung Zereda. Diese ist slawischer Herkunft und bedeutet etwa „Mitte“, „Marktplatz“ oder als Wochentag „Mittwoch“. Von letzterem leitet sich die rumänische Bezeichnung „Miercurea“ ab; „Nirajului“ ist der Genitiv des Flusses, an dem der Ort liegt.
Von 1600 bis 1603 verwüsteten die Truppen des kaiserlich-habsburgischen Generals Giorgio Basta die Umgebung des Dorfes. Am 21. Februar 1605 erlebte Miercurea Nirajului den historisch bedeutendsten Moment seiner Geschichte, als hier die siebenbürgischen Stände Stephan Bocskai zum siebenbürgischen Fürsten wählten.
Für lange Zeit war Miercurea Nirajului Sitz des Szeklerstuhles Marosszék, bevor im 18. Jahrhundert Târgu Mureș diese Funktion übernahm. Danach verlor Miercurea Nirajului weitgehend seine frühere Bedeutung und wurde ein gewöhnliches Dorf.
Nach der Revolution von 1848 nahm der Ort einen erneuten Aufschwung. Im Ergebnis des Ersten Weltkrieges gelangte Miercurea Nirajului – das wie der Rest Siebenbürgens bisher zum Königreich Ungarn, zum Fürstentum Siebenbürgen bzw. zu Österreich-Ungarn gehört hatte – an Rumänien. Infolge des Zweiten Wiener Schiedsspruches wurde der Ort, der damals wie heute über eine ungarische Bevölkerungsmehrheit verfügte, von 1940 bis 1944 nochmals ein Teil Ungarns.
Nach dem Ersten und verstärkt nach dem Zweiten Weltkrieg setzte eine industrielle Entwicklung ein; in den 1970er und 1980er Jahren wurden Wohnblocks errichtet.
Im Jahr 2003 wurde Miercurea Nirajului zur Stadt erklärt.
Die wichtigsten Erwerbszweige sind die Landwirtschaft und die Holzverarbeitung.

## Bevölkerung
Bei der Volkszählung 1850 waren von 3003 Einwohnern auf dem Gebiet der heutigen Stadt 1637 Ungarn, 1056 Rumänen und 303 Roma. Davon lebten 386 in Miercurea Nirajului im engeren Sinne, die übrigen in den heute eingemeindeten Ortschaften. 2002 wurden in der Gemeinde 5824 Personen registriert, darunter 4890 Ungarn, 620 Rumänen und 312 Roma. 3806 lebten in der eigentlichen Stadt, 2018 in den sieben eingemeindeten Ortschaften.

## Verkehr
Miercurea Nirajului liegt an der stillgelegten Kleinbahnstrecke von Târgu Mureș nach Sovata. Es bestehen regelmäßige Busverbindungen nach Târgu Mureș.

## Sehenswürdigkeiten
- Reformierte Kirche (15. Jahrhundert) mit Glockenturm aus Holz (18. Jahrhundert)
- Hölzernes Tor (1723)
- Katholische Kirche (18. Jahrhundert) im Ortsteil Beu
- Reformierte Kirche (1780) im Ortsteil Moșuni
- Griechisch-katholische Holzkirche (1843)
- Büste von Stephan Bocskai (1906)

## Geboren in Miercurea Nirajului
- Zoltan Lunka (* 1970), Profiboxer